# Whitey Kachan
Edwin John Kachan (15 de setembro de 1925 - 7 de março de 1993) foi um basquetebolista norte-americano que foi campeão da Temporada da NBA de 1948-49 jogando pelo Minneapolis Lakers.